# Caliagrion
Caliagrion es un género monotípico de caballito del diablo que pertenecen a la familia Coenagrionidae.
La única especie de este género, Caliagrion billinghursti,
 es endémica del sudeste de Australia, donde habita en ríos lentos y lagunas.
Caliagrion billinghursti es una especie grande de caballito del diablo; el macho es de color azul brillante con tonos negros, mientras que la hembra es de color amarillo y negro.

## Galería

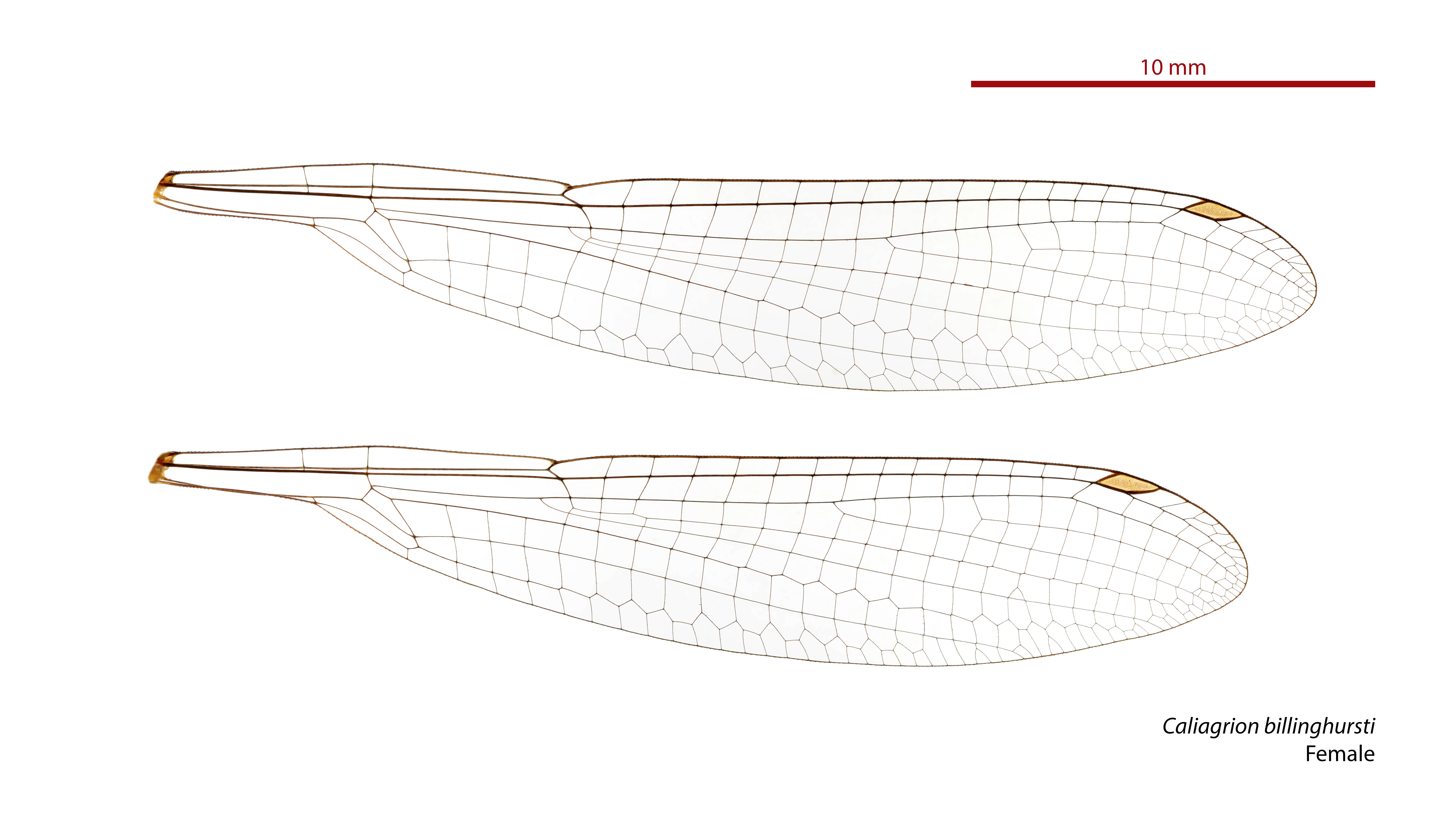
Alas de Caliagrion billinghursti hembra
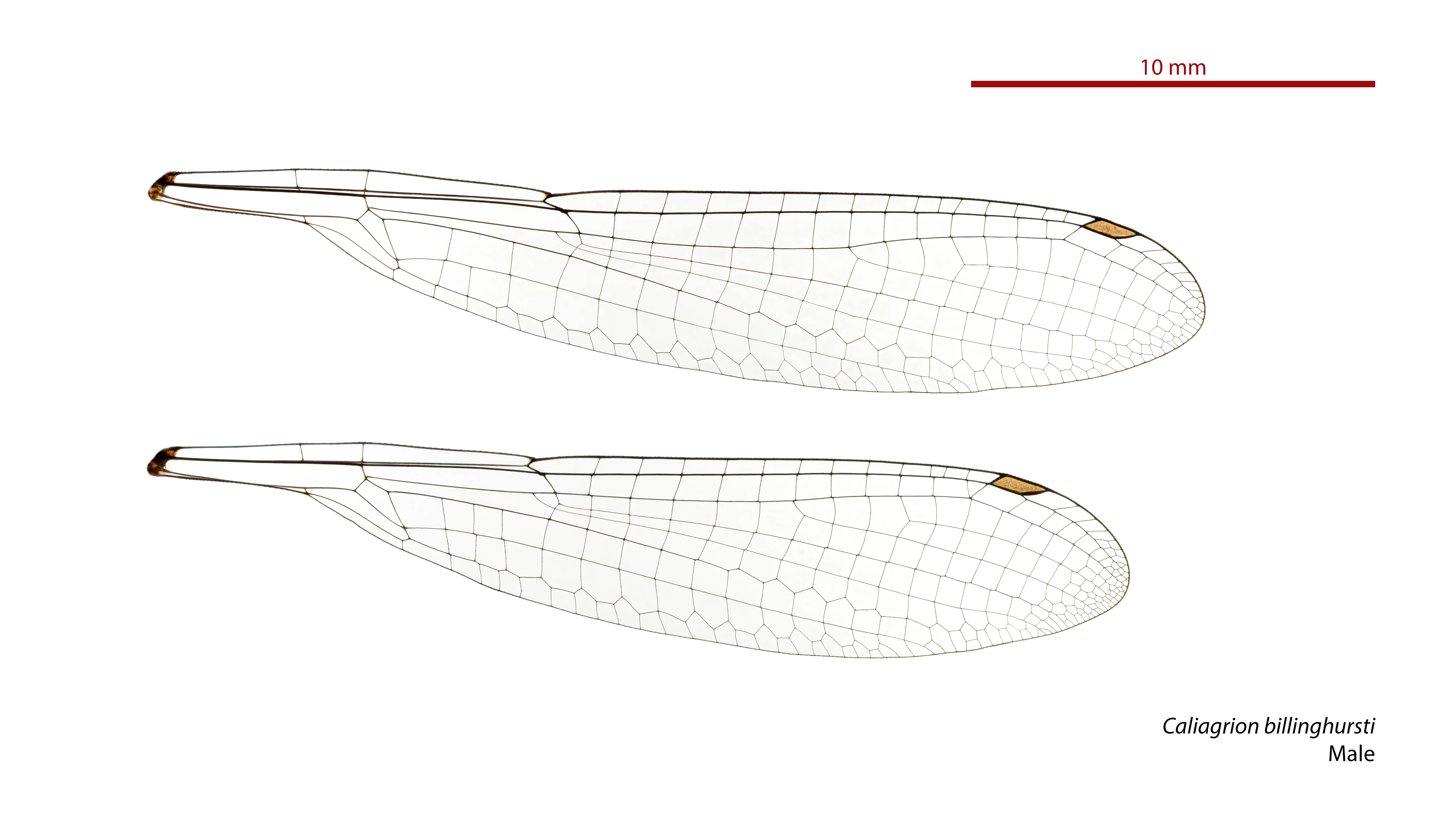
Alas de Caliagrion billinghursti macho